# آی‌ام
آی‌ام (انگلیسی: EyeEm) شرکت فناوری اطلاعات چینی است، که در سال ۲۰۱۱ تأسیس شد.